# Publius
Publius war ein antiker römischer Vorname (praenomen). Er stammt vom lateinischen populus, das „Volk“, ursprünglich wohl auch „Heer“, bedeutete. Der Name kam relativ häufig vor. Auf Inschriften wurde er mit einem P. abgekürzt.

## Bekannte Namensträger
- Mehrere Politiker und Feldherrn mit dem Namen Publius Cornelius Scipio
- Publius Quinctilius Varus, römischer Befehlshaber in der nach ihm benannten Varusschlacht
- Publius Clodius Pulcher, römischer Volkstribun
- Publius Vergilius Maro (kurz Vergil), römischer Dichter
- Publius Valerius Poplicola, einer der ersten Konsuln der römischen Republik
- Publius Septimius Geta, römischer Kaiser im Jahr 211
- Heiliger Publius, der Legende nach erster Bischof von Malta
- Publius Aelius Fortunatus, römischer Maler und Freigelassener
- Publius Servilius Casca Longus
- Publius Ovidius Naso (kurz Ovid), römischer Dichter
- Publius Falcidius, Volkstribun und Namensgeber des Falcidischen Gesetzes

sowie
- Gaius Marius Marcellus Octavius Publius Cluvius Rufus, römischer Suffektkonsul 80

## Als Pseudonym
- unter dem Pseudonym Publius veröffentlichten James Madison, Alexander Hamilton und John Jay die Federalist Papers.